# Jacqueline Wiles
Pour les articles homonymes, voir Wiles.
Jacqueline Wiles est une skieuse alpine américaine, née le 13 juillet 1992 à Portland.

## Biographie
En 2009, elle débute en Coupe nord-américaine de ski alpin, compétition dans laquelle elle remporte le classement 2013 du super G.
Elle fait ses débuts en Coupe du monde en novembre 2013 et marque ses premiers points deux mois plus tard avec une 15e place à la descente de Cortina d'Ampezzo. Elle est présente ensuite aux Jeux olympiques de Sotchi où elle est 26e en descente.
En 2016-2017, elle passe un cap, scorant son premier top 10 à Lake Louise puis son premier podium à Altenmarkt-Zauchensee avec une troisième place sur la descente. Aux Championnats du monde de Saint-Moritz, elle est notamment douzième de la descente.
En janvier 2018, elle obtient son deuxième podium à la descente de Cortina d'Ampezzo.
Alors qu'elle devait participer aux Jeux olympiques de Pyeongchang, elle se blesse grièvement lors de la descente de Garmisch-Partenkirchen le samedi 3 février 2018.  La gravité de ses blessures exclut sa participation pour les épreuves olympiques qui doivent se tenir du 9 au 25 février 2018.

## Palmarès

### Jeux olympiques
| Édition / Épreuve | Descente |
| ----------------- | -------- |
| JO 2014 Sotchi    | 26e      |

### Championnats du monde
| Édition / Épreuve          | Descente | Super G | Combiné |
| -------------------------- | -------- | ------- | ------- |
| Mondiaux 2015 Beaver Creek |          |         | 17e     |
| Mondiaux 2017 Saint-Moritz | 12e      | Abandon |         |

### Coupe du monde
- Meilleur classement général : 45e en 2017.
- 3 podiums.

| Année/Classement | Général | Général | Descente | Descente | Slalom | Slalom | Slalom géant | Slalom géant | Super G | Super G | Combiné | Combiné |
| Année/Classement | Class.  | Points  | Class.   | Points   | Class. | Points | Class.       | Points       | Class.  | Points  | Class.  | Points  |
| ---------------- | ------- | ------- | -------- | -------- | ------ | ------ | ------------ | ------------ | ------- | ------- | ------- | ------- |
| 2014             | 96e     | 20      | 38e      | 18       | -      | -      | -            | -            | 48e     | 2       | -       | -       |
| 2015             | 97e     | 16      | 40e      | 10       | -      | -      | -            | -            | 59e     | 1       | 26e     | 5       |
| 2016             | 78e     | 58      | 28e      | 51       | -      | -      | -            | -            | 54e     | 1       | 43e     | 6       |
| 2017             | 45e     | 176     | 14e      | 139      | -      | -      | -            | -            | 32e     | 37      | -       | -       |
| 2018             | 46e     | 175     | 17e      | 149      | -      | -      | -            | -            | 36e     | 26      | -       | -       |

### Coupe nord-américaine
- 2e du classement général en 2012.
- Gagnante du classement du super G en 2012.
- 3 victoires.

### Championnats des États-Unis
- Championne de descente en 2012 et 2013.